# Pau Carbonell Pascual
Pau Carbonell Pascual (Vilanova i la Geltrú, 4 de març de 1847 - Barcelona, 6 de maig de 1919) fou un escultor d'origen vilanoví.
És conegut per haver realitzat l'escultura en pedra Sant Antoni Abat (patró de la ciutat) a l'església parroquial de Sant Antoni situada al capdamunt de la Rambla Principal. Per realitzar-la va prendre com a model el bust de Francesc de Sales Vidal (que va finançar l'obra). El bust original en marbre de Francesc de Sales Vidal es troba a la Biblioteca Museu Víctor Balaguer on va ser donat pel mateix Pau Carbonell juntament amb altres quatre obres: un bust de Calderón de la Barca, dues escultures d'argila, Santa Isabel d'Hongria i Sant Francesc d'Assís, i un bust de terra cuita que porta per títol La Limenya. Ha creat el sepulcre neogòtic de Joan Serra Totesaus al Cementiri de Vilanova.
A partir de 1904 se li coneix taller al carrer Aragó de Barcelona.